# Carme Plaja Margarit
Carme Plaja Margarit   (Palafrugell, 21 de juny de 1956 - Palafrugell, 21 de gener de 1997) fou una professora catalana. Va néixer junt amb el seu germà Albert, i als sis anys la família va anar a Llagostera —on va viure 5 anys—per instal·lar una impremta. El febrer del 1968 traslladaren el negoci a Palafrugell, on encara avui està en actiu.
Va realitzar els seus estudis primaris a l'escola Torres Jonama i més tard cursà el batxillerat a l'Institut Frederic Martí Carreras. Un cop acabat els estudis secundaris es traslladà a Girona per estudiar per mestre. Tot i treballar de mestre, sempre estava disposada a ajudar a la impremta, activitat amb la qual fruïa molt.
Va començar a treballar per primera vegada a l'Escola Torres Jonama de Palafrugell passant llavors per Palamós, Portbou i retornar al setembre del 1988.
Segons articles de persones que havien treballat amb ella, Carme Plaja era una persona molt compromesa i sentia verdadera passió per la seva feina, ja que sempre mirava de trobar la millor manera d'ensenyar als més petits.
En el seu pas per l'escola Torres Jonama va col·laborar junt amb l'equip de l'EAP i les companyes d'educació infantil a introduir el sistema Teberosky, que es basa en la importància de la creació en els infants, d'hipòtesis sobre el contingut de la lectura com a pas previ a tot ensenyament de la lectura i l'escriptura. A partir d'aquest nou sistema es van elaborar unes fitxes de lectura, que actualment encara es fan servir i que donen molt bon resultat.
Va ser coordinadora i va formar part del Consell Escolar.
El nom de Carme Plaja va ser proposat el 2011, a través d'una enquesta oberta per l'Espai Dona, per batejar un carrer del municipi de Palafrugell.